# Андрес Сеговія
Андрес Торрес Сеговія (ісп. Andrés Torres Segovia, з 1981 р. з додаванням титулу маркіз де Салобренья, ісп. marqués de Salobreña; 21 лютого 1893, Лінарес — 3 червня 1987, Мадрид) — іспанський гітарист, популяризатор гітари в академічній музиці.

## Біографія
Освіту отримав у Ґренаді. У 16-річному віці виступив з першим концертом у Мадриді, виконуючи транскрипції різних творів, зроблені для гітари Франсіско Тарреґою. З 1920-х років — в країнах Південної Америки та США. У 1958 став володарем премії Греммі за найкращий запис сольної академічної музики. З середини 1950-х викладав у Сієні, пізніше в Сантьяго-де-Компостела.
Сеговія змінив ставлення світу до гітари. Завдяки його чудовій техніці і численним концертам її почали розглядати не тільки як народний інструмент. Перекладені Андресом Сеговією класичні твори відкрили нам багатство гітари.
З досвідом, накопиченим під час своїх концертів, він розвинув (спільно з майстром Германом Хаузер старшим) конструкцію гітари, що запропонував п'ятдесят років до того Антоніо Торрес Хурадо. Нова гітара була зроблена з кращого дерева, мала кращі акустичні та нейлонові струни, в результаті чого її звучання стало кращим у концертній практиці. Проект Сеговії став стандартною конструкцією для класичної гітари.
На знак визнання його заслуг для розвитку іспанської культури, Сеговія 1981 року став дворяниом, йому надати титул маркіза де Салобренія. Він помер від серцевого нападу у віці 94 років.